# Hardenbergia comptoniana
Espèce
Classification phylogénétique
Hardenbergia comptoniana est une espèce de plantes à fleurs de la famille des Fabaceae. C'est une plante grimpante originaire du sud-ouest de l'Australie-Occidentale.
Elle a des fleurs mauves ou violettes, quelquefois blanches.